# Ментално здравље
Ментално или душевно здравље је стање складног психичког и социјалног функционисања личности које подразумева одсуство душевних поремећаја, али и изражених сукоба у личном и социјалном животу са нежељеним последицама. Ментално здравље је ниво психолошког благостања или одсуство менталних болести. То је стање некога ко „функционише на задовољавајућем нивоу емоционалног и бихевиоралног прилагођавања”. Са перспективе позитивне психологије или холизма, ментално здравље може укључивати способност појединца да ужива у животу и створи равнотежу између животних активности и напора да достигне психолошку отпорност.
Према Свјетској здравственој организацији (СЗО), ментално здравље укључује „субјективно благостање, перципирану самоефикасност, аутономију, компетенцију, међугенерацијску зависност и самоактуализацију нечијег интелектуалног и емоционалног потенцијала, између осталог”. СЗО даље наводи да је благостање појединца обухваћено реализацијом њихових способности, суочавањем са нормалним животним стресовима, продуктивним радом и доприносом њиховој заједници. Културне разлике, субјективне процене и конкурентне професионалне теорије утичу на то како неко дефинише „ментално здравље”.

## Ментално здравље и менталне болести
Према часопису U.K. Surgeon (1999), ментално здравље је успешно обављање менталних функција које резултирају продуктивним активностима, испуњењем односа са другим људима и пружањем могућности прилагођавања променама и суочавања са недаћама. Израз ментална болест колективно се односи на све менталне поремећаје који се могу дијагнозирати - здравствена стања која су карактерисана променама у размишљању, расположењу или понашању повезаним са немаштином или оштећеним функционисањем. Ментално здравље и менталне болести су два континуирана концепта. Особе са оптималним менталним здрављем такође могу имати ментално обољење, а људи који немају ментално обољење такође могу имати лоше ментално здравље.
Проблеми са менталним здрављем могу настати услед стреса, усамљености, депресије, анксиозности, проблема са међуљудским везама, смрти вољене особе, самоубилачких мисли, туге, зависности, хиперкинетичког поремећаја, самоповреда, разних поремећаја расположења или других менталних болести различитог степена, као и потешкоћа у учењу. Терапеути, психијатри, психолози, социјални радници, медицинске сестре или породични лекари могу помоћи у управљању менталним болестима лечењем као што су терапија, саветовање или лекови.

### Рана историја
Глобално се у раној историји ментална болест доживљавала као религијска ствар. У древним грчким, римским, египатским и индијским списима ментална болест се посматрала као лично питање и религиозна кастификација. У 5. веку п. н. е, Хипократ је био први пионир који је третирао менталне болести лековима или прилагођавањима у пацијентовом окружењу. Иако је његов рад имао велики утицај, становишта верског кажњавања и демонског поседовања и даље су постојала током средњег века.

### Историја у САД
Средином 19. века, Вилијам Свицер први је сковао термин ментална хигијена, што се може сматрати претечом савремених приступа у раду на промоцији позитивног менталног здравља. Исак Реј, четврти председник Америчког удружења за психијатрију и један од његових оснивача, даље је менталну хигијену дефинисао као „уметност очувања ума од свих инцидената и утицаја који имају потенцијал да погоршају његове квалитете, умање његове енергије или растроје његова кретања”.
У америчкој историји сматрало се да су ментално болесни религиозно кажњени. Овај респонс је трајао током 1700-их, заједно са нехуманим затварањем и стигматизацијом таквих појединаца. Доротеа Дикс (1802–1887) била је важна фигура у развоју покрета „ментална хигијене”. Дикс је била наставница у школи која се трудила да помогне људима са менталним поремећајима и да изложи подстандардне услове под које су били стављени. То је постало познато као „покрет менталне хигијене”. Пре овог покрета, није било неуобичајено да особе погођене менталним болестима бивају изложене знатном запостављању, често су остављане саме у јадним животним условима без довољно одеће. Од 1840-1880, она је стекла подршку савезне владе за оснивање преко 30 државних психијатријских болница; међутим, оне нису имале довољно особља и средстава, и бивале су оптужене за кршење људских права.
Емил Крепелин је развио таксономију менталних поремећаја 1896. године, која је доминирала поље готово 80 година. Касније је предложени модел болести абнормалности подвргнут анализи, и сматрано је да је нормалност релативна у односу на физичке, географске и културолошке аспекте дефинишуће групе.
Почетком 20. века, Клифорд Бирс је основао „Ментално здравље Америке - Национални комитет за менталну хигијену”, након што је 1908. године објавио своја искуства као пацијент у неколико душевних болница, „Ум који се пронашао себе” и отворио прву ванболнички клинику за ментално здравље у Сједињеним Државама.
Покрет менталне хигијене, слично као и покрет друштвене хигијене, понекад је био повезан са заговарањем еугенике и стерилизације оних који се сматрају превише ментално недостатним да би им се помогло у продуктивном раду и одговарајућем породичном животу. У годинама након Другог светског рата, референце на менталну хигијену постепено су замењене појмом „ментално здравље” због његовог позитивног аспекта који се креће од лечења болести до превентивних и промотивних подручја здравствене заштите.
Мари Јахода је описала шест главних, фундаменталних категорија које се могу користити за категоризацију појединаца који су ментално здрави. Оне укључују: позитиван став према себи, лични раст, интеграција, аутономија, истинска перцепција стварности и контрола окружењу, чиме су обухваћени прилагодљивост и здрави међуљудски односи.

### Деинституционализација / трансинституционализација
Када су државне болнице оптужене за кршење људских права, заговорници су се залагали за деинституционализацију: замену федералних менталних болница за услуге менталног здравља у заједници. Затварање психијатријских болница под државном управом спроведено је Законом о центрима за ментално здравље у заједници из 1963. године, којим су утврђени услови да државне установе могу примити само пацијенте који представљају непосредну опасност за друге или себе. Ово се виђено као побољшање у односу на претходне услове, међутим, и даље остаје расправа о условима ових комуналних ресурса.
Доказано је да је ова транзиција била корисна за многе пацијенте: дошло је до повећања укупног задовољства, бољег квалитета живота, више пријатељстава између пацијената, и све то није било прескупо. То се показало тачним само у случају установа за третман које су имале довољно средстава за особље и опрему, као и адекватно управљање. Међутим, ова идеја је поларизирајуће питање. Критичари деинституционализације тврде да су преовладавали лоши услови живота, пацијенти су усамљени и да нису добили одговарајућу медицинску негу у тим домовима за лечење. Поред тога, пацијенти који су пребачени из државне психијатријске неге у болничке и стамбене домове имали су дефицит у кључним аспектима њиховог лечења. Неки случајеви резултирају преусмеравањем неге са здравствених радника на породице пацијената, мада они немају одговарајуће финансијско покриће, нити медицинско знање за одговарајућу негу. С друге стране, пацијенти који се лече у центрима за ментално здравље у заједници немају довољно тестирања на канцер, вакцинације или иначе редовне лекарске прегледе.

## Фактори ризика и узроци проблема менталног здравља
Много је фактора који могу допринети проблемима менталног здравља, што укључује: биолошке факторе, генетске факторе, сиромаштво, животна искуства (као што су психолошка траума или злостављање) и породичну историју проблема менталног здравља.

### Биолошки фактори
Према књизи Националног института за здравствени допунски програм, већина научника верује да промене у неуротрансмитерима могу изазвати менталне болести.

### Демографски фактори
Пол, старост, етничка припадност, очекивани животни век, дуговечност, густина насељености и разноликост заједнице су све демографске карактеристике које могу повећати ризик и тежину менталних поремећаја.

### Инвалидитет
Истраживање степена и тежине нелечених емоционалних менталних поремећаја широм света је главни приоритет иницијативе за истраживање менталног здравља у свету (WMH), коју је 1998. године покренула Светска здравствена организација (СЗО). Неуропсихијатријски поремећаји су водећи узроци инвалидитета широм света, чинећи 37% свих година здравог живота изгубљених због болести. Ови поремећаји су најразорнији за земље са ниским и средњим приходима због немогућности да својим грађанима пруже одговарајућу помоћ. Упркос модерном лечењу и рехабилитацији емоционалних поремећаја менталног здравља, „чак и економски напредна друштва имају другачије приоритете и буџетска ограничења“.

### Несрећан брак и развод
Несрећно венчани парови имају 3–25 пута већи ризик да развију клиничку депресију, што доводи до развода. Студије су показале да развод и раздвајање повећавају шансе да се појединац суочи са депресијом, анксиозношћу, проблемима са злоупотребом наркотика и других супстанци, несаницом и финансијским потешкоћама. Развод и несрећни брачни парови не утичу само на ментално здравље оба родитеља, већ посебно на децу разведених родитеља. Деца разведених родитеља рано се упуштају у сексуално понашање, имају потешкоће у школовању, злоупотребљавају психоактивне супстанце, имају депресивна расположења и повећану шансу да живе у сиромаштву, због породичне нестабилности.

### Стрес
Мале дозе стреса помажу људима да поштују рокове, буду продуктивни и стигну на време на важне догађаје. Међутим, дуготрајни стрес може постати штетан. Када стрес постане претежак и дуготрајан, повећава се ризик од менталних здравствених проблема и медицинских проблема.
Ментално здравље је често схваћено кроз призму модела рањивости и стреса. У том контексту, стресне ситуације могу допринети остварењу постојеће рањивости на негативне последице по ментално здравље. Са друге стране, хипотеза о диференцијалној осетљивости сугерише да се исходи менталног здравља боље објашњавају повећаном осетљивошћу на околину него рањивошћу.

### Незапосленост
Показало се да незапосленост штети емоционалном благостању појединца, самопоштовању те шире, њиховом менталном здрављу. Показало се да растућа незапосленост има значајан утицај на ментално здравље, претежно на депресивне поремећаје. Ово је важно разматрање приликом разматрања окидача за поремећаје менталног здравља у било којој анкети становништва. Према мета-анализи Пола и Мозера из 2009. године, земље са високом неједнакошћу у приходима и лошом заштитом од незапослености имају лошије стање менталног здравља међу незапосленима.